# Marie Henri Mackenzie
Marie Henri Mackenzie (Rotterdam, 3 augustus 1878 - Hilversum, 30 december 1961) was een Nederlands kunstschilder.

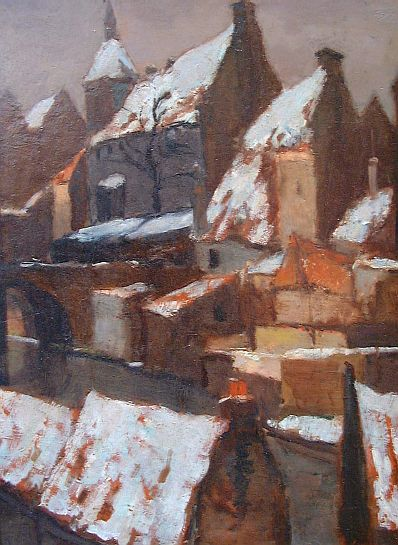
'Amersfoort'. Gezicht op het kerkje van Amersfoort. M.H. Mackenzie, olieverf op doek, 58×44 cm

## Jeugd en vroege carrière
Marie Henri Mackenzie werd geboren in Rotterdam op 3 augustus 1878. Zijn vader Paulus Mackenzie (1852-1919) was een koffie- en theehandelaar in de havenstad, en trouwde met de Haagse Maria Johanna Reugers (1847-1882). Marie had één zus, Elizabeth Maria Christina Mackenzie (1879-1969). Zijn moeder Maria overleed op 34-jarige leeftijd, toen hij drie jaar oud was. Zijn vader Paulus hertrouwde vijf jaar later met Susanna Alida Riegen.
Na de lagere school ging Mackenzie naar de handelsschool en begon daarna een kantoorbaan. Zijn passie voor kunst zorgde er echter voor dat hij, met aanmoediging van zijn vader, besloot om in 1898 naar de Kunst Academie van Rotterdam te gaan. Een van zijn docenten was de Nederlandse schilder Pieter Adrianus Schipperus (1840-1929).
Na anderhalf jaar verliet Mackenzie de kunstacademie en ging in 1899 om financiële redenen terug naar een vaste baan in dienst van de Amerikaanse Standard Oil Company. Voor zijn werk werd hij naar Rusland, Duitsland, Engeland (Londen), Schotland en Azerbeidzjan uitgezonden.
In 1905 verhuisde Mackenzie naar Amsterdam en in 1910 trouwde hij met Jeanette Betsy Cato van Linschooten. Ze woonden tot 1931 op de Admiraal de Ruijterweg in Amsterdam en kregen twee kinderen: dochter Johanna Jeanette Paula en zoon William. Mackenzie was de zwager van Henri Gorter, schaatsenfabrikant, schaatser en wielrenner.

## Carrière en bekendheid
Mackenzie schilderde landschappen, figuren, portretten, havengezichten en het stadsleven in steden als Amsterdam, Hilversum, Amersfoort, Rotterdam, Parijs, Londen, Brussel en Brugge.
Hij kreeg bekendheid vanwege zijn impressionistische stadsgezichten van Amsterdam. In 1925 werd zijn werk opgenomen in een tentoonstelling in het Stedelijk Museum Amsterdam en hingen zijn schilderijen tussen het werk van Pablo Picasso en andere bekende kunstenaars.
Mackenzie's werk werd met name in het begin van zijn carrière beïnvloed door George Hendrik Breitner, eveneens een stadsschilder. De twee waren bevriend en Breitner gaf Mackenzie waarschijnlijk advies en begeleiding, en leende af en toe geld van hem. Beide kunstenaars gebruikten fotografie als hulpmiddel. Sommige critici zien in Mackenzies vroege werk een navolging van Breitner. Veel van zijn schilderijen zijn aangezien voor Breitners en sommige zijn ook als zodanig vervalst en verkocht, wat een voortdurende frustratie was voor Mackenzie.
Het gezin verhuisde in 1931 naar Hilversum, nadat Mackenzie zijn baan in de petroleumindustrie verloor vanwege de grote depressie. Mackenzie wijdde zich na 1931 volledig aan de schilderkunst. Hij was toen 43 jaar oud. Kunst werd zijn belangrijkste bron van inkomsten, ook tijdens de Tweede Wereldoorlog. Hij betaalde vaak voor diensten en goederen met schilderijen, zoals zijn tandheelkundige behandelingen.
Hij hield een voorliefde voor Amsterdam, en toen hij al in Hilversum woonde ging hij er vaak heen om te schetsen, maar hij reisde ook regelmatig naar Amersfoort. Daar trok de oude binnenstad met de muurhuizen hem aan en zijn Amersfoortse tekeningen en schilderijen wekten de interesse van kunstcritici. Net als in zijn Amsterdamse stadsgezichten was Mackenzie in Amersfoort gericht op de grachten en de historische bebouwing, maar de stijl week af van die van zijn vroegere Amsterdamse werk. Meer en meer maakte hij zich los van Breitners invloed en zijn latere werk had steeds meer een eigen karakter.
In 1939 werd Mackenzies werk tentoongesteld tijdens de expositie Onze Kunst van Heden in het Rijksmuseum in Amsterdam. 
De kunstenaar overleed op 30 december 1961 in Hilversum en werd begraven op de Noorderbegraafplaats. 

## Invloed en erkenning
Hij was de oom van Jan Korthals, die onder zijn invloed uitgroeide tot de 'laatste Amsterdamse impressionist'. Ook schilders als Dick van Vlaardingen zijn sterk door Mackenzie beïnvloed. 
Zijn werk is tegenwoordig te vinden in het Museum Hilversum, Museum Flehite in Amersfoort en in de Rijkscollectie (RCE). In 2009 organiseerde Museum Flehite een overzichtstentoonstelling, onder de titel: Marie Henri Mackenzie (1878-1961) Van Grachtenpand tot Muurhuis.